# Agafa-ho com puguis
Agafa-ho com puguis (títol original en anglès: The Naked Gun) és una pel·lícula estatunidenca dirigida per David Zucker el 1988. Ha estat doblada al català.

## Argument
Frank Drebin és policia en la brigada especial de la policia de Los Angeles. El seu millor amic i soci Nordberg és greument ferit i acusat de tràfic de droga. Des d'aleshores, Frank busca saber qui ha volgut matar el seu amic. La seva investigació el porta sobre la pista de Vincent Ludwig, ric home de negocis a qui s'acaba de confiar l'organització de la vinguda de la reina Elisabet II. Frank coneix l'ajudant de Ludwig, Jane Spencer, de qui s'enamora.

## Repartiment
- Leslie Nielsen: El tinent Frank Drebin
- Priscilla Presley: Jane Spencer
- Ricardo Montalbán: Vincent Ludwig
- George Kennedy: El capità Ed Hocken
- O. J. Simpson: Nordberg
- Nancy Venedor: L'alcaldessa
- Raye Birk: Pahpshmir
- Ed Williams: Ted Olsen
- Charlotte Zucker: Dominique
- Susan Beaubian: la Sra. Wilma Nordberg
- Jeannette Charles: la reina Elisabet II
- Weird Al Yankovic: ell mateix
- David Katz: Iàssir Arafat
- Príncep Hughes: Idi Amin
- John Houseman: el monitor de l'autoescola
- Winifred Freedman: Stephanie

## Al voltant de la pel·lícula
- Aquesta pel·lícula és l'adaptació cinematogràfica de la sèrie de televisió Policie Squad, difosa a la pantalla petita americana l'any 1982, un bon nombre de gags recurrents en la sèrie han estat agafats en la trilogia Naked Gun. Leslie Nielsen reprèn el seu paper del tinent Drebin mentre que els altres personatges (amb l'excepció de Ed Williams que torna a fer el paper de Ted Olsen) han canviat d'actors.
- Abans de Priscilla Presley, es va considerar Bo Derek pel paper de Jane Spencer.[3]
- L'estudi ha insistit perquè un dels papers principals fos interpretat per un guanyador d'un Oscar. És així com George Kennedy ha estat contractat pel paper d'Ed Hocken. L'actor havia al previ insistit per formar part del repartiment, lamentant de no haver actuat a Hi ha un pilot en l'avió?.[4]
- Jeannette Charles ha reprès el paper de la reina Elisabeth II en Austin Powers in Goldmember.
- John Houseman fa aquí la seva última aparició al cinema en el paper de monitor de conducta. L'actor va morir poc temps després.[3]